# 愛田武
愛田 武（あいだ たけし、本名：榎本 武（えのもと たけし）、1940年7月1日 - 2018年10月25日）は、日本の実業家。愛田観光株式会社元代表取締役社長。歌舞伎町ホストクラブ協力会初代会長。
源氏名は大ファンであった歌手の愛田健二に因む。

## 人物・来歴
- 1940年7月1日、新潟県北蒲原郡中条町（現・胎内市）で9人兄弟の6番目として誕生。
- 1956年 子宝に恵まれなかった中条町有数の名家へ養子となる。
- 1960年 家業である農業が肌に合わず19歳のときに家出同然で東京へ上京。東京フランスベッドに入社。全国250店舗の営業成績で、ナンバー1の売り上げを記録する。
- 1966年 防犯器具会社「日本ベル」を設立。
- 1967年 防犯器具会社「日本ベル」が倒産。その後すぐに、かつら会社「クリーンヘア」を設立。
- 1968年 ホストクラブ「ロイヤル」に入店。
- 1969年 「ナイト宮益」に引き抜かれる。
- 1971年 東京八重洲口日本最大のホストクラブ「ナイト東京」に入店（2フロアー160坪で当時日本最大のホストクラブ）。
- 1971年 「ナイト東京」退店。独立し、新宿二丁目にクラブ「愛」（現在の愛本店。現存する日本で最も老舗のホストクラブ）をオープンさせる。
- 1972年 2号店「ニュー愛」をオープンさせ、本店とともに翌年、歌舞伎町へ移転させる。
- 1980年 新宿中央口に240坪の日本最大のホストクラブをオープン。
- 1982年 日本最大のホストクラブを閉店。
- 1988年 おなべクラブ「ニューマリリン」をオープンさせる。
- 1995年 パブ「ダイアナ」とクラブ「ゲイン」をオープン。計5店舗のオーナー兼、売れっ子ホストとして活躍。
- 2000年 クラブ「ゲイン」をパブ「ビブロス･愛」として新規オープンさせる（2009年現在、カサノバとして営業中）。
- 2001年 パブ「ダイアナ」をショットバーとしてリニューアル
- 2005年 BAR「POWER HALL HAJIME」をオープン。
- 2007年 BAR「POWER HALL HAJIME2」をオープン。
- 2007年 おなべBAR「マリリン2」をオープン。
- 2009年現在、「愛本店」、「ニュー愛」、「カサノバ」、「ニューマリリン」の4店舗で経営者として従業員300人を抱える。
- 2009年1月10日、愛田の半生を描いた日本映画『NIGHT☆KING ナイトキング』（倉科遼原作、主演いしだ壱成）が公開された。
- 2009年9月4日、妻 朱美が書いた自伝｢ホストの女房｣がフジテレビの金曜プレステージにて放映された（朱美役は黒木瞳、愛田武役は寺島進）。
- 2011年 脳梗塞に倒れ、同時に認知症を発症する[4]。脳梗塞で倒れたのには酒好きがたたったともいう[5]。
- 2014年8月 愛田観光の社長を退任[4]。この頃から息子たちの間で覇権争いが勃発。男のみ3人兄弟だったが、最終的に長男以外の2人は自殺した。
- 2015年 老人介護施設に入居していたが、資産をほぼ全て失い年金頼みの生活だった[4]。
- 2018年9月 体調に異変が生じて入院。心臓にペースメーカーを埋め込み、胃ろうの処置を施したが、その約1か月半後の10月25日3時すぎ、東京都内近郊の病院で死去[1][2]。78歳没。

## 経営
愛田観光グループ一覧
ホストクラブ 愛 本店1部
ホストクラブ 愛 本店2部
ニュー愛
Casanova1部
Casanova2部
おなべBar ニューマリリン
おなべBar ニューマリリン2
POWER HALL HAJIME

## 出演
テレビ
- マネーの虎
- 平成日本のよふけ
- 給与明細 (テレビ番組)
- サンデージャポン

DVD
- Champagne Call（発売：エイベックス）
- Champagne Call2（発売：エイベックス）

## 著作
- ホスト王が明かすいい女の法則（講談社、2002年。ISBN 978-4062115537）
- ホスト王・愛田流 天下無敵の経営術（河出書房新社、2004年。ISBN 978-4309016412）

## 関連書籍
書籍
- 夜を創った男たち ホスト王-愛田武- （倉科遼著、実業之日本社、2006年。ISBN 978-4408411200）
- ホストの女房（愛田朱美著、河出書房新社、2005年。ISBN 978-4309017334）-2009年9月4日、フジテレビにてテレビドラマ化された。

漫画
- 実録!!ホスト王一代記 破天荒（倉科遼著、河島慶画、徳間書店、2007年。ISBN 978-4197804023）